# Viktor Riedl von Riedenstein
Viktor Riedl von Riedenstein, plným jménem Viktor Wilhelm Riedl von Riedenstein, uváděn též jako Viktor Riedl-Riedenstein (14. prosince 1841 Praha – 16. ledna 1925 Praha) byl rakouský a český podnikatel a politik německé národnosti, v 80. letech 19. století poslanec Českého zemského sněmu.

## Biografie
Profesně působil jako podnikatel. Byl majitelem cukrovaru. Patřil do šlechtického rodu Riedl von Riedelstein. Jeho otcem byl pražský velkoobchodník Johann Baptist Riedl.
V 80. letech 19. století se zapojil i do zemské politiky. Ve volbách v roce 1883 byl zvolen na Český zemský sněm za kurii obchodních a živnostenských komor (obvod Praha). Zasedal v německé sekci zemské zemědělské rady.
V roce 1908 se podílel na organizování Jubilejní výstavy obchodní a živnostenské komory v Praze.
Byl švagrem politika Josefa Marii Baernreithera.